# Saison 2012-2013 de la Berrichonne de Châteauroux
Chronologie
Saison précédente Saison suivante
La saison 2012-2013 du LB Châteauroux, club de football français, voit le club évoluer en Ligue 2.

## Avant-saison

### Transferts
Été 2012
Malgré l'arrivée de 7 joueurs, 2 prêts et 3 joueurs ayant un 1er contrat professionnel, la Berrichonne de Chateauroux perd 15 joueurs dont certains "piliers" de cette équipe castelroussine (Lafourcade, Baby, Fernandez, etc.).
Mercato hivernal
Arrivée de 3 joueurs (dont 1 prêt), l'équipe perd tout de même le meilleur buteur de son effectif à ce moment de la saison : Claudio Beauvue, prêté à Bastia.  

## Compétitions
Pour cette année 2012-2013, la berrichonne dispute 3 compétitions : la Ligue 2, la Coupe de la Ligue et la Coupe de France.

### Championnat
À la 19e journée, Chateauroux se classe 13e. Chateauroux est le roi des matchs nuls (12)
La saison 2012-2013 de Ligue 2 est la soixante-quatorzième édition du championnat de France de football de seconde division et la onzième sous l'appellation « Ligue 2 ». La division oppose vingt clubs en une série de trente-huit rencontres. Les meilleurs de ce championnat sont promus en Ligue 1.
Les promus de la saison précédente, le SC Bastia, champion de Ligue 2 en 2011-2012, le Stade de Reims, qui retrouve l'élite du football français 33 ans après l'avoir quittée, et l'ES Troyes AC, sont remplacés par le SM Caen, le Dijon FCO et l'AJ Auxerre, qui quitte la première division 32 ans après avoir l'avoir intégrée. Les relégués de la saison précédente, le FC Metz, qui rejoint la troisième division pour la première fois de son histoire, l'US Boulogne CO et le Amiens SCF, sont remplacés par le Nîmes Olympique, champion de National en 2011-2012, les Chamois niortais et le GFC Ajaccio.

### Coupe de France
La coupe de France 2012-2013 est la 96e édition de la coupe de France, une compétition à élimination directe mettant aux prises les clubs de football amateurs et professionnels à travers la France métropolitaine et les DOM-TOM. Elle est organisée par la FFF et ses ligues régionales.
| Date                          | Tour    | Adversaire | Lieu | Résultat | Buteurs pour LB Châteauroux | Affluence | Diffuseur |
| ----------------------------- | ------- | ---------- | ---- | -------- | --------------------------- | --------- | --------- |
| sam.-dim. 17-18 novembre 2012 | 7e tour |            |      |          |                             |           |           |

### Coupe de la ligue
La Coupe de la Ligue 2012-2013 est la 19e édition de la Coupe de la Ligue, compétition à élimination directe organisée par la Ligue de football professionnel (LFP) depuis 1994, qui rassemble uniquement les clubs professionnels de Ligue 1, Ligue 2 et National.
| Date              | Tour | Adversaire | Lieu | Résultat | Buteurs pour LB Châteauroux | Affluence | Diffuseur |
| ----------------- | ---- | ---------- | ---- | -------- | --------------------------- | --------- | --------- |
| mardi 7 août 2012 | 1er  | Dijon FCO  | Dom. |          |                             |           |           |